# Баб'янка (річка)
Баб'янка — річка, ліва притока Голишанки. Довжина — 11 км. Площа басейну — 67 км². Належить до басейну Ворони, Бистриці і Дністра. Гирло між річками Хороспа і Торгова.
Протікає біля сіл Бондарів, Струпків та Баб'янка Коломийського району.
Взимку замерзає.
Водяться дрібні види риб. Під час повеней виходить з берегів.

## Походження назви
Назва пов'язана з давньоукраїнською міфологією. За уявленнями наших предків, баба — жіноче божества, тітка бога Святовита, яка витала над світом у вигляді хмар, пізніше уособлювала світло і нібито жила у горах, на високих кручах.